# بوتیمار (مجموعه تلویزیونی)
بوتیمار یک مجموعه تلویزیونی ایرانی محصول سال ۱۳۹۹ تا ۱۴۰۰ به کارگردانی علیرضا نجف زاده، به نویسندگی سعید جلالی، شهاب عباسی، آرمان صبوری و به تهیه کنندگی مهران مهام است. اولین قسمت این مجموعه در ۲۴ اردیبهشت ۱۴۰۰ همزمان با عید فطر از شبکه سه سیما پخش شد.

## داستان
داستان این سریال در مورد خانواده ای به اسم خانواده گلابی که قبل از شیوع ویروس کرونا ۴ خودرو از شرکت لیزینگ خریداری کرده‌اند تا آنها را بفروشند و خانهٔ بزرگی برای مادر خانواده بخرند اما خودروها تحویل داده نمی‌شود تا اینکه پدر خانواده یعنی پرویز گلابی (با بازی حمید لولایی) متوجه می‌شود این شرکت کلاه‌برداری بوده و برای پیدا کردن طلاهای خانم خود یعنی مریم (با بازی مرجانه گلچین) که به یکی از کارمندان لیزینگ داده بود عازم شمال می‌شود…

## بازیگران
لیست بازیگران بوتیمار به شرح ذیل است:
| بازیگر           | نقش              |
| ---------------- | ---------------- |
| حمید لولایی      | پرویز گلابی      |
| مرجانه گلچین     | مریم             |
| هدایت هاشمی      | ایوب             |
| اشکان اشتیاق     | امیر گلابی       |
| علی صبوری        | نیما کوچکی       |
| مهران رجبی       | دکتر هوشنگ کوچکی |
| سپند امیرسلیمانی | شروین بندری      |
| رامین ناصرنصیر   | شهرام اسدی       |
| شهاب عباسی       | جناب سروان       |
| ساناز سماواتی    | مهین گلابی       |
| ملیحه بقایی      | اعظم             |
| ندا کوهی         | زهرا             |
| سیما مطلبی       | مهسا             |
| سارا مقربی       | نهال گلابی       |
| علیرضا درویش     | محسن غنچه        |
| سلمان خطی        | نادر             |
| سامی غریبی       | علیرضا گلابی     |
| دانیال جعفری     | یوسف             |
| امیر سلیم‌خانی    | دکتر             |
| شایان خانپور     | آقای کامرانی     |
| مجتبی امدادی     | ناصر خان         |

## جوایز و نامزدها
| سال  | رسانه                     | دسته‌بندی                         | نتیجه    |
| ---- | ------------------------- | -------------------------------- | -------- |
| ۱۴۰۰ | فناوری و تلویزیون دیجیتال | بهترین سریال تلویزیونی بهار ۱۴۰۰ | نامزدشده |